# Вернер Краус
Вернер Краус (нім. Werner Krauß; 23 червня 1884, Гестунгсхаузен під Кобургом — 20 жовтня 1959, Відень
) — німецький актор, що прославився ролями у фільмах епохи німецького експресіонізму. Знявся у 134 фільмах.

## Біографія
Вернер Йоханнес Краус народився 23 червня 1884 року в Гестунгсхаузені під Кобургом в сім'ї поштового чиновника Пауля Крауса і його дружини Кароліни Вуст. Ріс у діда, священика в Гестунгсхаузені. Після його смерті у 1887 році повернувся до батьків в Бреслау. У 1891 році його батька перевели в Лейпциг, а потім звільнили і помістили в психіатричну лікарню. У 1893 році Краус повернувся разом з матір'ю в Бреслау. З 1898 року за бажанням сім'ї він навчався на підготовчому відділенні євангельського вчительського інституту в Бреслау. З 1901 року відвідував вчительський семінар в Кройцберзі. У 1902 році його відрахували з інституту через виступи статистом на сцені театру в Бреслау; Краус вирішив стати актором і виступав у бродячих трупах і провінційних театрах. У 1913 році він переїхав до Берліна і поступив в трупу театру Макса Рейнгардта. У 1915 році був призваний до армії і після тримісячної служби кадетом у Кілі звільнений.
У 1916 році Краус почав регулярно грати в кіно, оскільки у Рейнгардта він виступав лише у невеликих ролях. Після дебюту у фільмі «Оповідання Гоффмана» Ріхарда Освальда, з яким він часто працював, це були передусім детективи, мелодрами і так звані «просвітницькі фільми». Зліт його кар'єри в театрі і кіно почався після Першої світової війни. У фільмі «Кабінет доктора Калігари» (Das Cabinet des Dr. Caligari, 1919) Краусу в парі з Конрадом Фейдтом в ролі сомнамбули Чезаре вдалося підігнати свій виконавський стиль під декорації експресіоністів і тим самим зберегти баланс між реальністю і уявою.
З листопада 1923 до червня 1924 року Краус був в Нью-Йорку, де брав участь у постановці пантоміми «Диво» Макса Рейнгардта по Карлу Фолльмелеру. Після повернення він працював в Державному театрі (1924—1926, 1931—1933), в Німецькому театрі (1926—1931) і у Бургтеатрі у Відні (1928—1929).
На початку 1930-х років в Німецькому театрі Краус виконав свої найуспішніші і популярніші ролі — Вільгельма Фогта в «Капітанові із Кепеніка» і Маттіаса Клаузена в «Перед заходом сонця».
З січня 1933 року після закінчення контракту в Державному театрі він знову працював у Бурґтеатрі у Відні. Однією з його перших ролей був Наполеон у спектаклі «Сто днів» за п'єсою Беніто Муссоліні і Джоваккіно Форцано. В результаті його прийняв «дуче». Зустрічі з міністром пропаганди Йозефом Геббельсом, який призначив його заступником президента імперської театральної палати (1933—1935), і Гітлером підкреслили роль Крауса як важливого діяча культури Третього Рейху. У вересні-жовтні 1933 року із спектаклем «Перед заходом сонця» (англійською мовою) він виступав з гастролями в Лондоні. З 1934 року Краус, окрім роботи в Відні, знову виступав на сцені Державного театру в Берліні. У 1935 році він вирушив на тривалі гастролі в Латинську Америку. Влітку 1937 року на фестивалі в Зальцбург востаннє працював з Максом Рейнгардтом: в його постановці «Фауста» Краус зіграв Мефістофеля.
У звуковому кіно Краус з'являвся рідко, при цьому переважно брав участь в «особливо цінних в державно-політичному відношенні» фільмах, таких як «Роберт Кох, переможець смерті» (Robert Koch, der Bekämpfer des Todes, 1939), «Відставка» («Entlassung», 1942), «Парацельс» (Paracelsus, 1943), в радянському прокаті — «Дивовижний зцілитель».
У антисемітському фільмі «Єврей Зюсс» («Jud Süß», 1940) Краус виконав п'ять різних ролей євреїв, щоб, за словами режисера Файта Харлана, показати, «що усі ці різні темпераменти і характери (.) зрештою мають одні корені» (Der Film, 20.01.1940).
Кінець Другої світової війни застав Крауса у своєму домі на Мондзеє в Зальцкаммергутіе. У серпні 1946 року його вислали з Австрії, і він оселився в Штутгарті. У травні 1948 року в ході розгляду за третім цивільним позовом його віднесли до групи осіб, «заплямованих в незначному ступені» і засудили до оплати судових витрат у розмірі 5000 марок, — окрім участі у фільмі «Єврей Зюсс» його звинувачували в тому, що в 1943 році в спектаклі Бурґтеатру «Венеційський купець» він зображував Шейлока як «антисемітську карикатуру».
Краус повернувся в Відень, отримав австрійське громадянство і працював в Бурґтеатрі. 23 жовтня 1958 року під час спектаклю «Король Лір» він впав на сцені в непритомність; помер після тривалої хвороби 20 жовтня 1959 року у Відні.

## Обрана фільмографія
- 1917 — Казки Гофмана / Hoffmanns Erzählungen — Дапертутто
- 1917 — Прекрасна принцеса Китаю / Die schöne Prinzessin von China — Кайзер
- 1919 — Мазепа, національний герой України / Mazeppa, der Volksheld der Ukraine — Іван Мазепа
- 1920 — Кабінет доктора Калігарі / Das Cabinet des Dr. Caligari — Калігарі
- 1921 — Брати Карамазови / Die Brüder Karamasoff — Смердяков
- 1921 — Дантон / Danton — Робесп'єр
- 1921 — Леді Гамільтон, / Lady Hamilton — Лорд Вільям Гамільтон
- 1922 — Отелло / Othello — Яго
- 1922-1923 — Король Фрідріх 1 / Fridericus Rex — 1 — Граф Кауніц
- 1923 — Венеційський купець / Der Kaufmann von Venedig — Шейлок
- 1923 — Ісус Назаретянин, Цар Юудейський / I.N.R.I. — Понтій Пілат
- 1923 — Старий закон / Das alte Gesetz — Натан, професор
- 1923 — Кабінет воскових фігур / Das Wachsfigurenkabinett — Джек-Різник
- 1925 — Тартюф / Herr Tartüff — Оргон
- 1925 — Безрадісний провулок / Die freudlose Gasse — м'ясник Ґерінгер
- 1926 — Празький студент / Der Student von Prag — Скапінеллі
- 1929 — Наполеон на острові Св. Єлени / Napoleon auf St. Helena — Наполеон
- 1935 — Hundert Tage — Наполеон
- 1939 — Роберт Кох, переможець смерті / Robert Koch, der Bekämpfer des Todes — Рудольф Вірхов
- 1940 — Єврей Зюсс / Jud Süß — рабин Лоев, секретар Леві, Ісаак Шехтер, Альт
- 1943 — Парацельс / Paracelsus — Парацельс
- 1955 — Син без батьківщини / Sohn ohne Heimat — Вільгельм Гартман